# My Last Breath
My Last Breath (englisch für Mein letzter Atemzug) ist ein englischsprachiger Popsong, der vom britischen Sänger James Newman interpretiert wurde. Er schrieb ihn zusammen mit Adam Argyle, Ed Drewett und Iain James. Mit dem Titel hätte das Vereinigte Königreich am Eurovision Song Contest 2020 in Rotterdam teilgenommen.

## Hintergrund und Produktion
Ende Februar 2020 wurde bekanntgegeben, dass James Newman das Vereinigte Königreich beim kommenden Eurovision Song Contest vertreten würde. Auf eine öffentliche Vorentscheidung wurde verzichtet, stattdessen wurden Titel und Interpret intern vom Fernsehsender BBC in Zusammenarbeit mit BMG ausgewählt. Der Titel wurde von ihm, Ed Drewett, Iain James und Adam Argyle während eines Aufenthaltes am Loch Linnhe geschrieben. Letzterer produzierte ihn auch. Außerdem spielte Argyle im Titel die Bassgitarre, die Gitarre und das Klavier.
Iain James komponierte bereits die Grand-Prix-Titel Running Scared und Love Kills, Newman schrieb den Text zu Dying to Try (Irland 2017).

## Musik und Text
Laut Newman habe man sich von der Dokumentation Der letzte Atemzug – Gefangen am Meeresgrund inspirieren lassen, welche von einem Taucher handelt, der in der Nordsee den Kontakt zu seinem Team verlor. Der Originaltitel des Filmes ist der titelgebende Last Breath. Newman und sein Team haben sich daraufhin Gedanken gemacht, wie weit man gehen würde, um etwas für eine andere Person zu erreichen.
Der Titel besteht aus zwei Strophen, die sich jeweils nach einem Refrain abwechseln. Der Pre-Chorus wird nur einmal vor der ersten Wiederholung des Refrains gesungen. Danach fungiert er als Bridge, welche vor der letzten Wiederholung des Refrains gesungen wird.

## Musikvideo
Das Musikvideo, welches zeitgleich mit dem Lied veröffentlicht wurde, zeigt Wim Hof beim Schwimmen und Newman selbst in der Landschaft um die Schneekoppe. Man habe sich von Hofs Atemmethode zum Dreh des Videos inspirieren lassen. Regisseur war Charlie Lightening.

## Beim Eurovision Song Contest
Als Mitglied der sogenannten „Big Five“ wäre das Vereinigte Königreich direkt im Finale des Eurovision Song Contest 2020 startberechtigt gewesen. Aufgrund der fortschreitenden COVID-19-Pandemie wurde der Wettbewerb jedoch abgesagt.

## Rezeption
Alexis Petridis, Kritiker beim Guardian rechnete dem Titel keine guten Chancen beim Grand Prix aus und zog den Vergleich mit verschiedenen erfolgreichen britischen Künstlern. Zwar sei der Song nicht fehl am Platze, sollte man ihn in der BBC-Radio-2-Playlist einreihen, aber auffallen würde er auch nicht. Die Kritik aus dem eigenen Haus schnitt besser ab: Mark Savage bezeichnete die Premiere des Titels als komischen Moment, als er zwischen Dua Lipa und Harry Styles gespielt wurde und gar nicht der Anschein geweckt wurde, als habe man die Show gehackt. Weder sei der Titel ein Gewinner, noch eine Blamage, allerdings ein Fortschritt im Gegensatz zu den letzten Jahren. Wie Petridis verglich auch er den Refrain mit dem Stil von Coldplay.
Das Fanmagazin ESCXtra lobte ebenfalls die Qualität des Titels, allerdings gehe man mit ihm zu sehr auf Nummer sicher. Das deutschsprachige Blog ESC Kompakt bemängelte den Refrain.

## Veröffentlichung
Die Single wurde am 27. Februar 2020 veröffentlicht. Mit einer Länge von 2:34 Minuten ist er zudem der kürzeste Titel des Eurovision Song Contest 2020.